# Grupo Parlamentario Socialista
El Grupo Parlamentario Socialista (GPS) es un grupo parlamentario español constituido en el Senado y el Congreso de los Diputados de ideología socialdemócrata, estando compuesto por dos partidos políticos: el Partido Socialista Obrero Español (PSOE) y el Partido de los Socialistas de Cataluña (PSC).
Los partidos que componen este grupo (PSOE y PSC) no se integran en una federación de partidos ni formalizan una coalición electoral previa a las elecciones generales, sino que están "asociados" o "federados" por un protocolo vigente desde el año 1978, que fue renovado en 2017. Así, en virtud de dicho convenio, cada uno de estos partidos presenta una candidatura propia en las elecciones generales, el PSC en las cuatro provincias de Cataluña y el PSOE en el resto de España, y tras las elecciones los miembros electos por cada una de dichas candidaturas se integran conjuntamente en este grupo parlamentario.

## Historia
Inicialmente, durante la legislatura constituyente (1977-1979) y la primera legislatura (1979-1982), los diferentes partidos políticos socialistas de España formaron cada uno de ellos su propio grupo parlamentario. Dicha situación cambió tras las elecciones generales de España de 1982 y la llegada de Felipe González a la presidencia del Gobierno de España, cuando estas fuerzas se integraron en un único grupo parlamentario en las Cortes Generales.
De esta forma, tras su unificación en 1982, este grupo ha mantenido de forma ininterrumpida su unidad, aunque se han vivido momentos de cierta tensión entre los dos partidos que lo conforman.
Así, por ejemplo, en el año 2013 los diputados del PSC votaron en el Congreso a favor de la celebración de la consulta sobre el futuro político de Cataluña de 2014, frente al voto en contra del PSOE. No obstante, esta crisis se resolvió en abril de 2014, cuando finalmente el PSC votó en contra, junto al PSOE, de la propuesta de ley orgánica para delegar a la Generalidad de Cataluña la competencia para la celebración de dicha consulta.
Otro episodio de especial tensión se dio en 2016, cuando los miembros del PSC votaron en contra de la investidura de Mariano Rajoy como Presidente del Gobierno, mientras que el PSOE se abstuvo. No obstante, tras la renovación del convenio existente entre el PSOE y el PSC en el año 2017 y la llegada de Pedro Sánchez a la Secretaría General del PSOE, la cohesión interna del grupo parlamentario en las últimas legislaturas se ha reforzado y mantenido.

## Composición
En el Senado, este grupo cuenta actualmente con 89 senadores repartidos de la siguiente forma:
| Partidos | Partidos | Senadores |
| -------- | -------- | --------- |
|          | PSOE     | 75        |
|          | PSC      | 14        |

Por su parte, en el Congreso de los Diputados, este grupo cuenta con 120 diputados con la siguiente composición:
| Partidos | Partidos | Diputados |
| -------- | -------- | --------- |
|          | PSOE     | 101       |
|          | PSC      | 19        |